# إعدام ميت (فلم)
إعدام ميت فيلم مصري من إنتاج عام 1985، بطولة محمود عبد العزيز وفريد شوقي ويحيى الفخراني وبوسي وليلى علوي.

## القصة
عام 1972م ألقي القبض على منصور مساعد الطوبجى العميل للمخابرات الإسرائيلية ويحكم عليه بالإعدام، تستغل المخابرات المصرية الشبه الكبير بين منصور وضابط المخابرات المصري عز الدين فينتحل عز شخصية منصور ليتولى مهمة معرفة أسرار المفاعل الذري الإسرائيلي (ديمونة). يقوم منصور بتلقين عز الكثير عن سلوكه وشخصيته وأسلوبه وعن حياته ما عدا علاقته الشخصية ببوسي. ويسافر عز إلى إسرائيل، وهناك تحاول بوسي كشف حقيقة الضابط لدى أبو جودة ممثل المخابرات حيث أنه ليس منصور الذي تعرفه ولكنها تفشل ويقتلها أبو جودة وبعداجتياز عز الدين في مهمته بنجاح يكتشف والد منصور حقيقته فيبلغ أبو جودة ممثل المخابرات الإسرائيلية بالحقيقة فينهار، ويطلب والد منصور من المخابرات الإسرائيلية إحضار ابنه وفعلاً تتفق المخابرات المصرية مع المخابرات الإسرائيلية على مبادلة 3 طيارين إسرائيليين ومعهم منصور مقابل تسليمهم عز الدين، ويذهب الشيخ مساعد الطوبجي إلى مكان تبادل الأسرى وهناك يقتل ابنه تطهيراً له من خيانة الوطن.

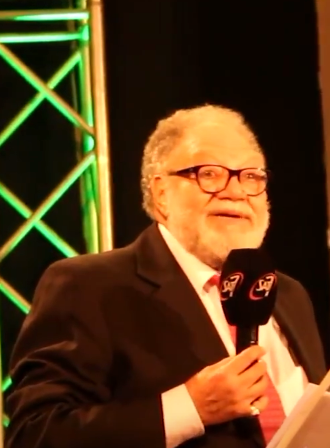
يحيى الفخراني في دور أبو جودة

## طاقم التمثيل
- محمود عبد العزيز
- فريد شوقي
- يحيى الفخراني
- بوسي
- ليلى علوي
- إبراهيم الشامي
- شعبان حسين
- سهيلة فرحات
- عبد الغني ناصر
- عبد الله مشرف
- أحمد عبد القادر

## التصوير
ذكر المخرج علي عبد الخالق خلال ندوة تكريم أسماء النجوم الراحلين، والتي أقيمت ضمن فعاليات الدورة 65 من المهرجان الكاثوليكي للسينما في مارس 2017 أن محمود عبد العزيز «بكى بشدة» بعد انتهاء تصوير مشهد الإعدام في الفيلم، وقال أنه «تقمص الشخصية وعاش اللحظة بكل تفاصيلها».

## الاستقبال
انتقد حسن الحداد في مقالة بجريدة أخبار الخليج الفيلم واصفا إياه بـ«مخيب للآمال»، وأنه «ضعيف على أكثر من مستوى، وخاصة ذلك البناء الدرامي الضعيف والمفكك»، وانتقد ما وصفه بعدم مصداقية الأحداث وافتقارها للمنطق، إلا أنه مع ذلك ذكر أن الفيلم «قد صنع بشكل جيد كإخراج وتقنية»، ومدح مونتاج حسين عفيفي، وإخراج علي عبد الخالق، وكذلك تصوير سعيد شيمي.

## التأثير
بعد وفاة محمود عبد العزيز، كان أول ممثل تنعاه المخابرات العامة المصرية. ووفقا للواء محسن النعماني وكيل الجهاز السابق، فإن تقديم محمود عبد العزيز لشخصية ضابط المخابرات في فيلم «إعدام ميت»، الذي على حد تعبيره «أبرز من خلاله بطولات أبناء الجهاز وتضحياتهم»، كان سببا لنعي المخابرات المصرية له بعد وفاته.

## روابط خارجية
- مقالات تستعمل روابط فنية بلا صلة مع ويكي بيانات